# Crescentaleyrodes semilunaris
Crescentaleyrodes semilunaris es un hemíptero de la familia Aleyrodidae, con una subfamilia: Aleyrodinae.
fue descrita científicamente por primera vez por Corbett en 1926.